# Russell Henderson

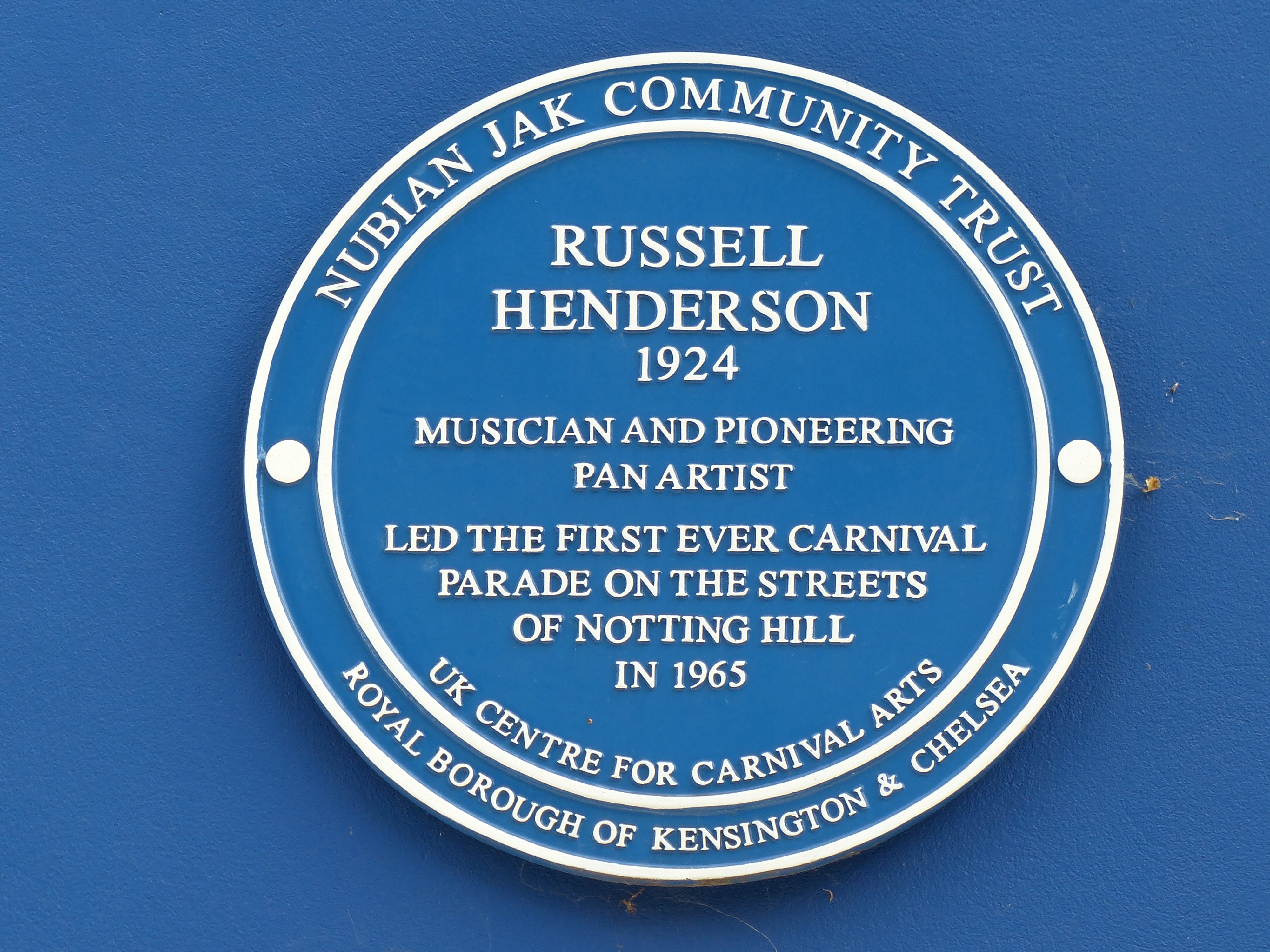
Erinnerungstafel an Russel Henderson (2020)

Russell Henderson, MBE (* 7. Januar 1924 in Port of Spain; † 18. August 2015) war ein trinidadischer Pianist und Musiker auf der Steelpan.

## Person
Russell Henderson wuchs in Belmont auf. Mitte der 1940er Jahre gründete er eine Jazz-Combo, das Russell Henderson Quartet, mit dem er auftrat und bald landesweit bekannt wurde. 1951 reiste Henderson nach London, um am North London Polytechnic in der Holloway Road das Klavierstimmen zu erlernen.
Er ließ sich daraufhin in England nieder und hatte einen großen Einfluss auf die Verbreitung karibischer Musik in Großbritannien. Zusammen mit Mervyn Constantine und Sterling Betancourt gründete er die erste Steelband in England und trug entscheidend zur Gründung des Notting Hill Carnival bei. 1968 war bei Plattenaufnahmen von John Surman beteiligt.
Überdies unterrichtete Henderson an Schulen in London.
2006 wurde Henderson der Orden Member of the British Empire verliehen.